# Gabon
Gabon (dříve také Gabun), plným názvem Gabonská republika (francouzsky République gabonaise), je stát na západním pobřeží Afriky. V roce 2018 měl Gabon 2,119 milionu obyvatel. V roce 2009 zde žilo téměř 1 500 000 obyvatel. Na severozápadě sousedí s Rovníkovou Guineou (322 km), na severu s Kamerunem (279 km) a na východě s Republikou Kongo (1523 km). Nezávislost na Francii získal v roce 1960.

## Historie
Předtím, než sem roku 1471 začali připlouvat Portugalci, zde bylo několik malých kmenových států. Portugalci byli postupně následováni dalšími Evropany. Ti bohatli z obchodu s otroky, slonovinou a vzácnými druhy dřeva. Od třicátých let 19. století se Gabon postupně stával francouzskou kolonií. Francouzi jej v roce 1886 přičlenili k Francouzskému Kongu, v roce 1910 ho přičlenili k rozsáhlým oblastem Francouzské rovníkové Afriky. V roce 1849 osvobození otroci založili na pobřeží malou osadu Libreville, tato osada se brzy stala cílem misionářů. V srpnu 1960 země vyhlásila nezávislost.

### Moderní dějiny

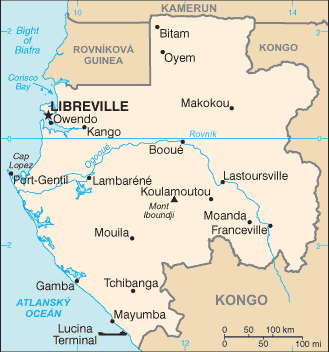
Mapa Gabonu

Poté, co 17. srpna 1960 Gabon získal nezávislost, se do čela země postavil Léon M’Ba, opírající se mocensky o synkretickou náboženskou sektu Bwiti, jejíž členové pocházeli především z nejpočetnějšího etnika Fang. Přes určitou dominanci Fangů (tvoří kolem třetiny obyvatelstva), nebyl etnický rozpor v Gabonu nikdy zvláště závažný. Přispívá k tomu skutečnost, že v Gabonu, více než v jiných afrických zemích, jsou hranice etnických skupin velmi neostré. Zvláště oblast jižního Gabonu byla v koloniálním období velmi málo zasažena jinak obecným posilováním významu etnické identifikace. Struktura identit je tak v Gabonu do značné míry blízká předkoloniálnímu stavu.
V roce 1964 došlo v Gabonu k puči, který svrhl M’Bu, avšak s pomocí francouzských jednotek se podařilo obnovit předcházející režim. Francouzský zásah přišel o 24 hodin dříve, než o to M’Ba oficiálně požádal. Na zásahu se podílel francouzský kontingent trvale přítomný v Gabonu (sídlila zde část z 13 000 francouzských vojáků rozmístěných v době studené války v Africe). Poté, co M’Ba zemřel v listopadu 1967 v úřadě, jej plynule nahradil viceprezident Omar Bongo. Bongův režim jedné strany (Gabonské demokratické strany – PDG; Parti démocratique gabonais) se dá označit za pragmatický a administrativně-hegemonický. Na rozdíl od většiny afrických států neexperimentoval se socialismem či marxismem a uplatňoval relativně liberální ekonomický systém v podobě státního kapitalismu, který do země přilákal zahraniční kapitál.
Vzhledem k rozsáhlým nalezištím ropy Gabon v roce 1975 vstoupil do OPEC a v 70. letech zažíval značný ekonomický růst. Přestože se Bongův režim v posledních letech formálně liberalizoval, zůstal pseudodemokratickým a politické směřování země bylo pevně v Bongových rukou. Své postavení si udržoval především obratným rozdělováním opozice a častou kooptací jejích části do neopatrimoniálního systému. Bongův režim bývá označován jako kleptokracie, kdy i přes značné příjmy z exportu ropy žije třetina obyvatel v chudobě, zatímco úzká elita kolem Bonga hromadí bohatství.
V roce 2009 Omar Bongo zemřel a v následných prezidentských volbách byl prezidentem zvolen jeho syn Ali Bongo Ondimba, jedno z jeho 54 dětí. Ten byl následně znovuzvolen ve volbách v roce 2016 a 2023. Proti výsledkům voleb v roce 2023 se vzbouřila armáda a v zemi proběhl puč. Vojáci vystoupili v televizi s prohlášením, že přebírají moc a rozpouštějí státní instituce. V hlavním městě Libreville je podle některých zdrojů slyšet střelba z automatických zbraní. Prezident je podle vzbouřenců v domácím vězení. Pučisté anulovali volby a uzavřeli hranice. Francie puč odsoudila a vyzvala k respektování voleb. Prozatímním prezidentem se prohlásil vůdce vzbouřenců generál Brice Clotaire Oligui Nguema. Ten patří k Bongovým příbuzným.

## Státní symboly

### Vlajka
Gabonská vlajka je tvořena listem o poměru stran 3:4 se třemi vodorovnými pruhy: zeleným, žlutým a modrým.

### Znak
Gabonský státní znak je tvořen štítem, v jehož horní části je zelené břevno se třemi zlatými bezanty. Pod ním je vyobrazena černá plachetnice se zlatým pozadím, plující na modrých vlnách. Klenotem je zelený strom Aucoumea klaineana, štítonoši jsou dva černí panteři. Nad štítem se nachází bílá stuha s černým latinským nápisem UNITI PROGREDIEMUR (česky Spojeni postoupíme vpřed), pod štítem je druhá stuha, modrá se zlatým nápisem ve francouzštině UNION, TRAVAIL, JUSTICE (česky Jednota, práce, spravedlnost).

## Geografie

Topografie

Gabon leží na západním pobřeží Afriky u Guinejského zálivu, jednoho z největších zálivů světa. Délka pobřeží je 885 km. Ze severu sousedí s Rovníkovou Guineou a Kamerunem, na východě a jihu s Republikou Kongo, s níž má nejdelší hranici. 240 km západně od pobřeží leží Svatý Tomáš a Princův ostrov.
Země se rozkládá po obou stranách rovníku. Pobřežní nížina proniká daleko do vnitrozemí, protéká jí 1 200 km dlouhá řeka Ogooué. Její údolí rozděluje plošina na severní a jižní část. Na severu se rozkládá vysočina Monts de Cristal. Na jihu se nachází pohoří Chaillu. V zemi jsou tři krasové oblasti se stovkami jeskyní, z nichž mnohé ještě nebyly prozkoumány. Deštný prales pokrývá 85 % rozlohy země. Na východě se nachází nejvyšší hora země Mont Bengoué s nadmořskou výškou 1 070 m n. m.

### Podnebí, flóra a fauna
Podnebí Gabonu je rovníkové a velmi vlhké. Na rozsáhlých územích se rozkládají porosty tropických deštných lesů. Na území Gabonu rostou především ebenovníky, mahagonovníky, máslovníky a rafie, po kterých se pnou různé liány a epifyty. V lesích žije velký počet druhů hmyzu, zmije, krajty, dikobrazi, paviáni a lemuři. Žijí zde ale i ohrožené gorily. Žije zde několik stovek druhů ptáků, např. mnozí papoušci. Na březích řek odpočívají hroši a krokodýli, v hustých travnatých porostech pobíhají antilopy.

## Politický systém
Hlavou státu byl v letech 2009 až 2023 prezident Ali Bongo Ondimba, syn bývalého prezidenta Omara Bongo Ondimby, který funkci prezidenta zastával celých 42 let a stal se tak nejdéle sloužícím africkým prezidentem. Ali Bongo Ondimba svou pozici ve funkci potvrdil i podruhé v prezidentských volbách v srpnu roku 2016. Volby roku 2016 byly však provázeny rozsáhlými podvody a Ondimbův protikandidát Jean Ping a další členové opozice odmítli výsledky voleb uznat. Následovala politická krize doprovázena násilnými střety, demonstracemi a napjatá situace pokračovala i v průběhu následujícího roku. Dále zemi postihla ekonomická krize, byla odhlasována změna ústavy a byly zahájeny politické procesy s několika opozičními politiky, kteří byli obviněni z podvracení státu či spiknutí. Politická stabilita tak zůstávala velice křehká a byla doprovázena nepokoji veřejnosti a nařčení opozice z volebních podvodů stávající vlády.
Gabon fungoval jako prezidentská republika a na základě ústavy, přijaté 14. března 1991, praktikoval prezidentský systém moci s existencí více politických stran. Po 28 letech vlády jedné strany byly roku 1990 legalizovány opoziční strany a momentálně je u moci Gabonská demokratická strana (Parti Démocratique Gabonais, PDG).
Volba prezidenta byla přímá, byl volen prostou většinou všeobecným hlasováním a to na dobu sedmi let. Zákonodárná moc byla vykonávána dvoukomorovým parlamentem, který se skládal ze Senátu (102 členů, nepřímá volba členů obecními radami a krajskými shromážděními, volba na 6 let) a Národního shromáždění (120 členů, přímé hlasování lidu, volba na 5 let).

### Přehled nejvyšších představitelů státu
- 17. 8. 1960 – 21. 2. 1961 – Gabriel Léon M'ba – hlava státu; BDG
- 21. 2. 1961 – 17. 2. 1964 – Gabriel Léon M'ba – prezident; BDG
- 17. 2. 1964 – 18. 2. 1964 – Daniel Mbene, Valère Essone, Jacques Mombo, Daniel Mbo Edou – Revoluční výbor
- 18. 2. 1964 – 19. 2. 1964 – Jean-Hilaire Aubame – hlava prozatímní vlády; voj.
- 19. 2. 1964 – 28. 11. 1967 – Gabriel Léon M'ba – prezident; BDG
- 28. 11. 1967 – 8. 6. 2009 – Albert-Bernard Bongo (Omar Bongo, Omar Bongo Ondimba) – prezident; BDG, PDG
- 6. 5. 2009 – 8. 6. 2009 – Didjob Divungi Di Ndinge – úřadující prezident pro O. Bonga Ondimbu; ADERE
- 10. 6. 2009 – 16. 10. 2009 – Rose Francine Rogombéová – prozatímní prezidentka; PDG
- 16. 10. 2009 –  30. 8. 2023 – Ali Bongo Ondimba – prezident; PDG
- od 30. 8. 2023 –  Brice Clotaire Oligui Nguema – prozatímní prezident; armáda

### Administrativní dělení

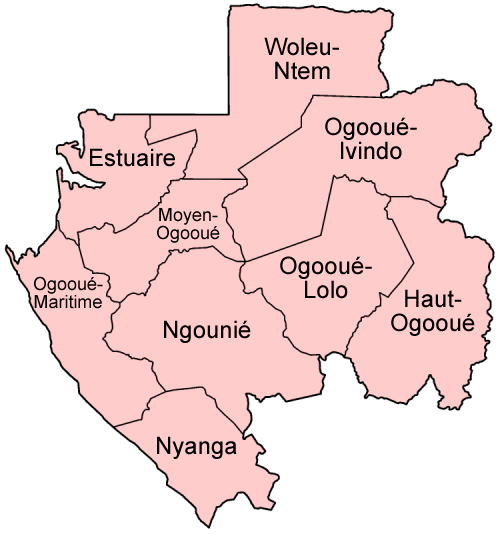
Gabonské provincie

Gabon se dělí do 9 provincií, které se dále dělí do 50 departmentů.
- Estuaire
- Haut-Ogooué
- Moyen-Ogooué
- Ngounié
- Nyanga
- Ogooué-Ivindo
- Ogooué-Lolo
- Ogooué-Maritime
- Woleu-Ntem

### Členství v CEMAC
Gabon je členskou zemí organizace CEMAC (Communauté économique et monétaire de l'Afrique centrale), která sdružuje kromě Gabonu i Konžskou republiku, Rovníkovou Guineu, Kamerun, Středoafrickou republiku a Čad. Jedná se o měnovou unii spojenou s regionální spoluprací. V roce 2013 byl předložen návrh o volném pohybu osob v rámci všech členů CEMAC. Návrh byl však vetován Rovníkovou Guineou.

## Ekonomika
Zemědělství v Gabonu je velmi málo rozvinuté, orná půda zaujímá pouze 1,1 % rozlohy země, chov dobytka omezuje výskyt mouchy tse-tse. Část potravin se proto musí dovážet. Pro tuto zemi je důležitý zejména průmysl. Velký význam pro tamní hospodářství má těžba ropy. Ta zde byla objevena v roce 1956. Zejména díky jejímu vývozu patří Gabon k nejbohatším zemím Afriky (HDP činilo v roce 2013 11 571,08 USD). I přesto žije většina obyvatel Gabonu v chudobě, třetina dospělé populace je negramotná. Kromě těžby a zpracování ropy se ve vnitrozemí těží železné a manganové rudy, určité příjmy plynou Gabonu i z těžby dřeva. Ropa představuje 70 % exportu.

### Zaměstnanost
Ačkoliv těžba ropy představuje více než 60 % příjmů do státního rozpočtu, pouze 5 % celkové pracovně schopné populace je zaměstnáno v této oblasti. Podle stejné zprávy nezaměstnanost v zemi dosahuje 20 %. Podle jiné zprávy se výroba ropy snížila o 45 % od poloviny devadesátých let minulého století.

### Zemědělství v Gabonu
Zbývajících 95% práceschopné populace pracuje v primárním sektoru, v těžbě dřeva nebo zemědělství. Zemědělství tvoří jednu dvacetinu příjmů státu. Hlavní zemědělské produkty jsou maniok, banány plantain, podzemnice olejná, kolokázie jedlá, jam, povijnice batátová a kukuřice. Dříve se v Gabonu ve větší míře pěstovala káva i kakaové boby. Nové projekty zaměřené na diverzifikaci gabonské ekonomiky cílí na spolupráci státu a zahraničních investorů, jak je tomu v případě pěstování olejné palmy u Kanga (Olam Gabon).

### Doprava

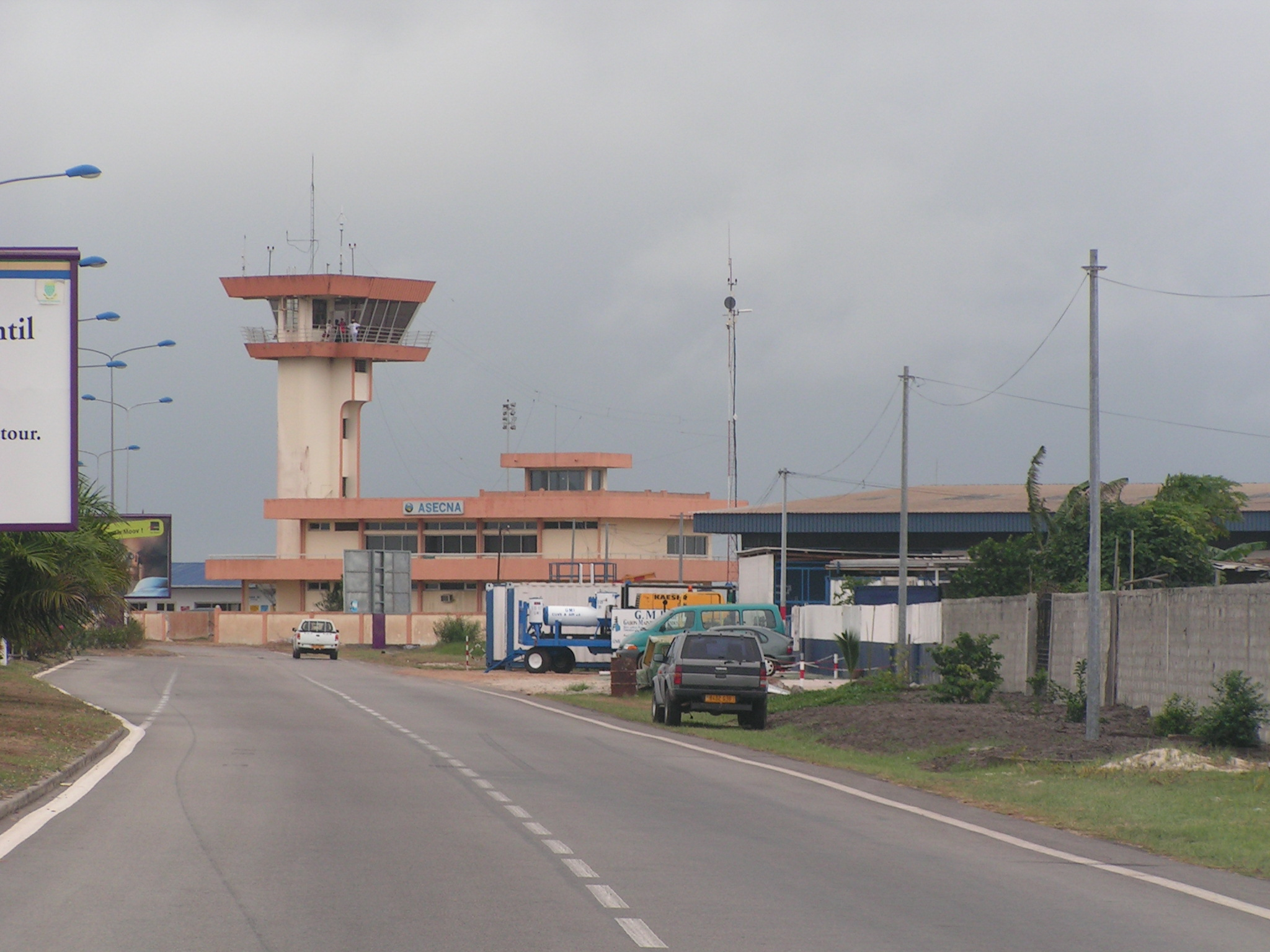
Letiště v Port-Gentil

Železnice v Gabonu

První železnice v délce 332 km byla vybudována v letech 1974–1983 mezi přístavem Owendo a vnitrozemským městem Booué. Dalších 357 km bylo postaveno mezi Booué a Franceville v jihovýchodní části země. Třetí etapy výstavby železniční sítě je plánována z Booué do města Belinga na severovýchodě. Výstavba byla důležitá pro přepravu železné rudy, manganu a pro zpracování dřeva z pralesů. Železnice má standardní rozchod 1 435 mm. Sousední Kamerun a Republika Kongo má rozchod užší.
Železnice mezi Owendo a Ndjolé vede podél řeky Ogooué. Mezi nejzajímavější stavby na trati patří 286 metrů dlouhý tunel Juckville u města Lopé. V roce 1999 byla železnice privatizována a uvažuje se o jejím protažení do hlavního města Republiky Kongo Brazzaville. V roce 2006 za podíl na těžbě rudy zavázala Čína na rekonstrukci části železniční sítě.
V roce 2002 bylo v zemi 8 454 km silnic, z toho 838 km se zpevněným povrchem a 30 km rychlostních silnic.
Námořní přístav Port-Gentil slouží k vývozu ropy a dovozu důlního zařízení. V roce 1974 byl otevřen další přístav v Owendu při ústí řeky Ogooue. Gabon vlastní dvě obchodní lodě. Z řek je splavných asi 1 600 km, z toho 300 km na největší řece Ogooue. V roce 2004 bylo v Gabonu je 56 letišť, z toho 11 se zpevněným povrchem a tři s mezinárodním provozem: Libreville, Port-Gentil a Franceville. Za rok bylo přepraveno kolem 386 000 cestujících.

## Obyvatelstvo
V roce 2022 v zemi žilo asi 2,4 mil. obyvatel. S hustotou osídlení 9 obyvatel na km2 v roce 2020 patřila mezi nejřidčeji osídlené v Africe. Naprostá většina obyvatel jsou Bantuové, ale žije zde i nejméně 40 dalších etnických skupin s vlastním jazykem a kulturou. Mísení mezi etniky je běžné a snižuje etnické napětí. Jednotícím prvkem je francouzština, jazyk bývalé koloniální mocnosti. Žije zde také více než 10 000 Francouzů. Největší a hlavní město Libreville má[kdy?] asi 591 000 obyvatel, Port-Gentil 111 000 obyvatel, Masuku 44 000 obyvatel.
Podle odhadů ovládá francouzštinu 80 % obyvatel, v hlavním městě má 30 % obyvatel francouzštinu jako mateřský jazyk. Jinak jsou rozšířené zejména bantuské jazyky fang, mbere a sira. V roce 2012 bylo zvažováno zavedení angličtiny jako druhého úředního jazyka.

### Náboženství
Dnes se 55–75 % obyvatelstva hlásí ke křesťanství, které je ale silně ovlivňováno místními tradicemi a rituály. 25–44 % populace tvoří animisté.[zdroj?] Asi 10 % populace tvoří muslimové. Křesťanem byl i bývalý prezident republiky El-Hadž Omar Bongo Ondimba, v roce 1973 však konvertoval k islámu. Ústava zaručuje svobodu náboženského vyznání a vláda toto právo v praxi respektuje. V Gabonu jsou aktivní zahraniční misionáři. Ve městě Lambaréné je nemocnice, ve které misijně působil nositel Nobelovy ceny za mír Albert Schweitzer v letech 1913 až 1965. V roce 1968 byla z Československa podniknuta Expedice Lambaréné, díky které sem byly dopraveny léky a zdravotnický materiál. Podobná expedice byla z Prahy vypravena i v roce 1988.